# Contea del Tirolo
La contea del Tirolo (in tedesco Grafschaft Tirol), poi contea principesca del Tirolo dal 1504, è stata un'entità territoriale indipendente nell'ambito del Sacro Romano Impero. Il suo territorio storico è suddiviso tra il Tirolo austriaco, la regione italiana del Trentino-Alto Adige e alcune piccole porzioni del Veneto (fra cui Cortina d'Ampezzo) e della Lombardia; per alcuni anni comandò anche l'Engadina in Svizzera. Inoltre fu in unione personale con il Ducato di Carinzia e la Marca di Carniola, dalla sua fondazione alla sua annessione all'Arciducato d'Austria.

## Storia

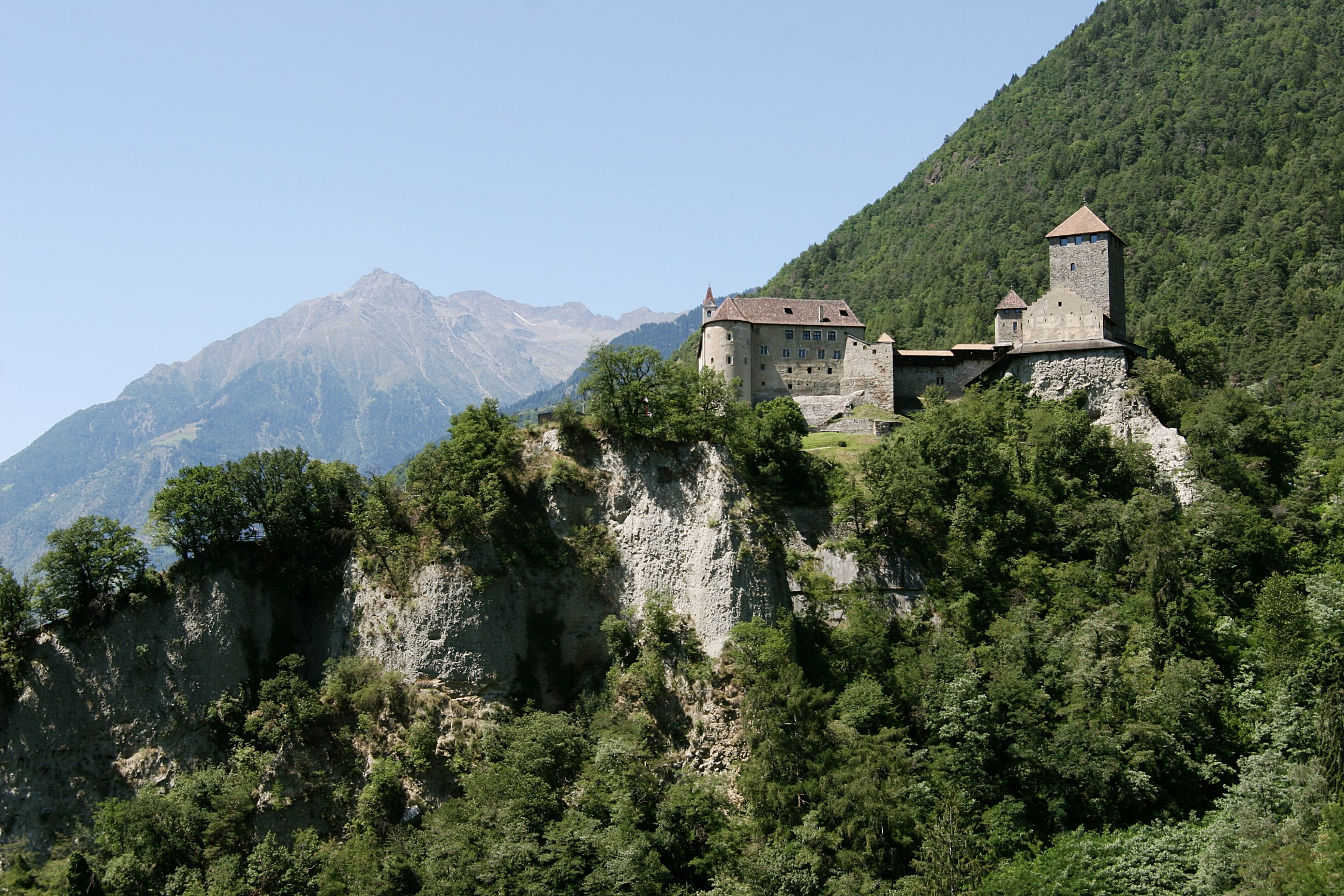
Castel Tirolo era la sede dei conti del Tirolo che diede il nome all'intera regione

### Il medioevo: dai conti di Tirolo ai conti di Tirolo-Gorizia
La contea fu costituita intorno al 1259, con l'ascesa di Mainardo II di Tirolo-Gorizia, vero fondatore della contea tirolese. In precedenza la casata nobiliare dei conti del Tirolo, discendenti del casato bavarese dei conti di Eurasburg, aveva esercitato un vasto potere giurisdizionale e militare soprattutto nella Val Venosta.
L'imperatore Corrado II il Salico, nel 1027, aveva istituito il vescovato di Trento, rendendolo un territorio circoscritto entro la compagine del Sacro Romano Impero. Dal XII secolo in poi, i vassalli del principe vescovo di Trento, già conti venostani e insediati a Castel Tirolo presso Merano, avevano acquisito la funzione di "advocates" militari dell'alto prelato (assieme ad altre casate) e del principe vescovo di Bressanone. Essi estesero in seguito la propria autorità su una vasta regione a cavallo del Brennero, anche grazie ad usurpazioni violente ed illegittime ai danni degli stessi vescovi, che erano loro signori feudali, e di altre nobili famiglie.
Mainardo III di Gorizia divenne Mainardo I di Tirolo-Gorizia per il matrimonio con Adelaide, erede dell'ultimo conte del Tirolo Alberto III, creando la dinastia dei Tirolo-Gorizia. Il figlio Mainardo II, considerato il fondatore del Tirolo, sostenne il re di Germania Rodolfo I d'Asburgo contro il rivale Ottocaro II di Boemia e come ricompensa, nel 1286, ottenne il rango di duca di Carinzia e marchese di Carniola.
Nel 1307 il figlio di Mainardo, Enrico, venne eletto re di Boemia e, dopo la sua morte, per concessione imperiale diventò contessa del Tirolo e duchessa di Carinzia l'unica figlia sopravvissutagli, Margherita, detta Maultasch. Questa nel 1330 sposò in prime nozze Giovanni Enrico di Lussemburgo, che poi ripudiò nel 1341, per poi sposare l'anno successivo Ludovico V di Baviera, futuro margravio di Brandeburgo, scatenando le ire dell'ex cognato Carlo IV di Lussemburgo, che attaccò la contea nel 1347, senza successo. Nel 1344 dall'unione con Ludovico nacque Mainardo III Tirolo-Gorizia, che nel 1359 sposò la figlia del duca d'Austria Alberto II d'Asburgo (divenuto nel frattempo anche duca di Carinzia per accordo imperiale), Margherita d'Asburgo. 

Nel 1361 però Ludovico morì e due anni più tardi anche il figlio Mainardo senza lasciare eredi. Non avendo altri discendenti, Margherita nel 1363 decise di cedere la contea e il titolo al cognato del figlio Rodolfo IV d'Asburgo (fratello di Margherita d'Asburgo), già duca d'Austria, scatenando però le ire del proprio cognato, Stefano II di Baviera (fratello di Ludovico V), che cercò più volte di prendere possesso del territorio con manovre militari, ma senza successo. Solo nel 1369 i Wittelsbach concessero il territorio agli Asburgo con la pace di Schärding. Da questo momento il territorio del Tirolo e il relativo titolo di Conti del Tirolo entrarono a far parte dei domini degli Asburgo d'Austria, diventando anche una delle sue varie linee dinastiche. 

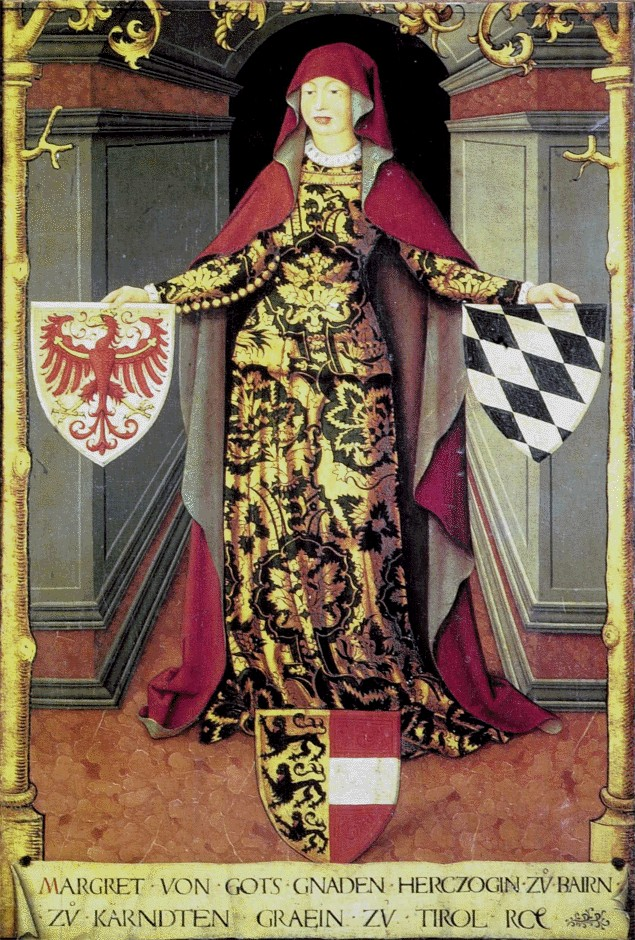
Margherita di Tirolo, erede della dinastia dei Mainardini

### Gli Asburgo conti del Tirolo

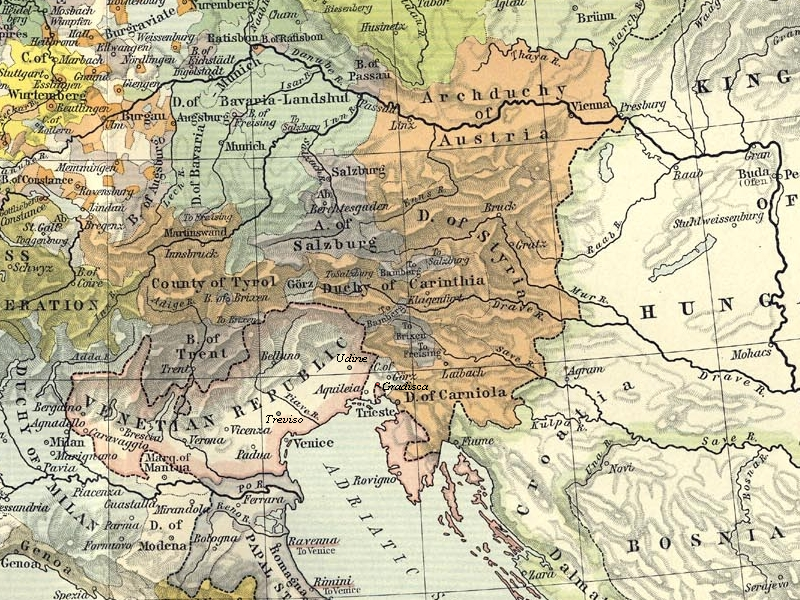
MapTirolo-Gorizia pa della contea del Tirolo e la Provincia Austriaca durante, il XV secolo

Dopo che le terre ereditarie degli Asburgo furono divise ai sensi del trattato di Neuberg nel 1379, la contea del Tirolo venne governata dai discendenti del duca Leopoldo III. Dopo una seconda spartizione effettuata nel 1406 dai rappresentanti della linea leopoldina della dinastia, il duca Federico IV d'Austria ottenne l'amministrazione della zona. Nel 1420 fu quest'ultimo a scegliere Innsbruck quale residenza del governatore del Tirolo. Nel 1490 il suo erede Sigismondo fu costretto a rinunciare al Tirolo e all'Alta Austria in favore del proprio cugino, l'imperatore Massimiliano I. Così facendo, il potente Asburgo riunì tutti i possedimenti austriaci nelle proprie mani. Nel 1500, infine, acquistò i rimanenti territori di Gorizia presso Lienz e nella Val Pusteria.
Quando l'imperatore Ferdinando I morì nel 1564, aveva assegnato il governo del Tirolo e dell'Alta Austria al suo secondogenito, l'arciduca Ferdinando II. Entrambi i territori successivamente passarono ai figli ultimogeniti degli imperatori asburgici: l'arciduca Mattia nel 1608 e Massimiliano III nel 1612. Dopo la scomparsa dell'arciduca Sigismondo Francesco nel 1665, tutti i possedimenti asburgici vennero riuniti sotto la corona imperiale dall'imperatore Leopoldo I, che aveva sposato Claudia Felicita d'Austria, ultima contessa e figlia di Ferdinando Carlo. Questo episodio sancì la fine dell'autonomia dell'antica contea del Tirolo.
Dal regno di Maria Teresa d'Austria (1740-1780) in poi, il Tirolo venne retto dal governo centrale della monarchia asburgica a Vienna. La riforma di Maria Teresa dell'8 novembre 1754 fece istituire ad Innsbruck un governo provinciale che divideva il Tirolo in sei circoli: "Confini italiani", con sede a Rovereto; "Distretto all'Adige e all'Isarco", con sede a Bolzano; "Burgraviato e Venosta", con sede a Merano; "Inn superiore", con sede a Imst; "Inn inferiore e Wipptal", con sede a Schwaz; "Pusteria" con sede a Teodone (Brunico).
Il Tirolo fu per breve tempo bavarese in seguito alla vittoria di Napoleone ad Austerlitz.

### Conti del Tirolo - Casa di Venosta (1100 circa-1258/75)
| Titolo   | Nome                    | Periodo         | Consorte e note                                                                          |
| -------- | ----------------------- | --------------- | ---------------------------------------------------------------------------------------- |
| Conte    | Alberto I di Vintschgau | 1100 circa      | Berta; Casa di Venosta                                                                   |
| Conte    | Alberto II              | 1125 circa-1140 | Adelaide di Andechs                                                                      |
| Conte    | Alberto III             | 1140-1165       | Willibirg di Dachau                                                                      |
| Conte    | Bertoldo I              | 1165-1180       | Agnes                                                                                    |
| Conte    | Bertoldo II             | 1180-1181       |                                                                                          |
| Conte    | Enrico I                | 1181-1190       | Agnese di Wangen                                                                         |
| Conte    | Alberto IV              | 1190-1253       | Uta di Lechgemünd                                                                        |
| Contessa | Adelaide                | 1253-1258       | Mainardo I di Tirolo-Gorizia, conte di Gorizia (1220-1258), conte del Tirolo (1253-1258) |

### Conti del Tirolo - Casa di Gorizia (1258-1363)
| Titolo   | Nome         | Periodo   | Consorte e note |
| -------- | ------------ | --------- | --- |
| Conte    | Mainardo II  | 1258-1295 | Elisabetta di Wittelsbach |
| Conte    | Ottone I     | 1295-1310 | Eufemia di Slesia; III come duca di Carinzia |
| Conte    | Enrico II    | 1310-1335 | Anna Premysl, Adelaide di Braunschweig, Beatrice di Savoia; fu re di Boemia (1307-1310) |
| Contessa | Margherita   | 1335-1363 | Giovanni Enrico di Lussemburgo (1335-1341); Ludovico V di Baviera (1341-1361); dopo la morte dell'unico erede cedette la contea al parente Rodolfo IV d'Asburgo, nipote di Elisabetta, figlia di Mainardo II |
| Conte    | Mainardo III | 1361-1363 | Margherita d'Austria |

### Conti del Tirolo - Casa Asburgo-linea Leopoldina (1363-1665)

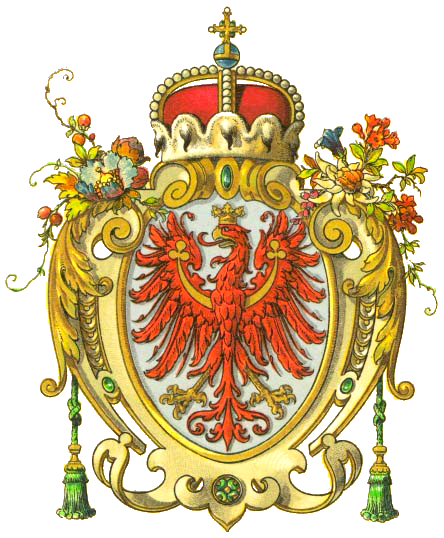
L'arme degli Asburgo-Tirolo

| Titolo   | Nome                          | Periodo   | Consorte e note                                    |
| -------- | ----------------------------- | --------- | -------------------------------------------------- |
| Conte    | Rodolfo I il Magnanimo        | 1363-1365 | Caterina di Lussemburgo; IV come duca d'Austria    |
| Conte    | Leopoldo I il Prode           | 1365-1386 | Caterina di Goritz, Verde Visconti; III come duca  |
| Conte    | Alberto V dalla Treccia       | 1386-1395 | Elisabetta di Lussemburgo; III come duca           |
| Conte    | Leopoldo II il Superbo        | 1396-1406 | Caterina di Borgogna; IV come duca                 |
| Conte    | Federico I dalle Tasche vuote | 1406-1439 | Anna di Brunswick; IV come duca                    |
| Conte    | Sigismondo I                  | 1439-1490 | Eleonora di Scozia                                 |
| Conte    | Massimiliano I                | 1490-1519 | Maria di Borgogna, Bianca Maria Sforza; imperatore |
| Conte    | Carlo I                       | 1519-1521 | Eleonora del Portogallo; imperatore (V)            |
| Conte    | Ferdinando I                  | 1521-1564 | Anna Jagellona; imperatore                         |
| Conte    | Ferdinando II                 | 1564-1595 | Anna Caterina Gonzaga                              |
| Conte    | Massimiliano II               | 1602-1618 |                                                    |
| Conte    | Leopoldo V                    | 1619-1632 | Claudia de' Medici, reggente (1632-1646)           |
| Conte    | Ferdinando III Carlo          | 1632-1662 | Anna de' Medici                                    |
| Conte    | Sigismondo Francesco          | 1663-1665 |                                                    |
| Contessa | Claudia Felicita              | 1665-1676 | Leopoldo VI; (1665-1705); I come imperatore        |